# Список міст Свидригайла
«Список міст Свидригайла» — унікальна латиномовна пам'ятка, одне з основних джерел для історичної географії України першої третини XV ст. Датується 1432 (П. Г. Клепатський), помилково — 1402 (В.Антонович, М.Любавський), та містить перелік «замків і земель», які підпорядковувалися Великому князю Литовському та Руському Свидригайлу, під час існування Великого князівства Руського.
Попри те, що не всі згадані в «Списку» пункти піддаються ідентифікації, документ дає можливість, в загальних рисах, реконструювати систему міських поселень Київщини, Сіверщини, Волині та Поділля й охарактеризувати тогочасні урбанізаційні процеси.